# Odontocolon rufiventris
Odontocolon rufiventris är en stekelart som först beskrevs av Holmgren 1860.  Odontocolon rufiventris ingår i släktet Odontocolon och familjen brokparasitsteklar. Arten är reproducerande i Sverige. Inga underarter finns listade i Catalogue of Life.